# Christine Boudrias
Christine-Isabel Boudrias (ur. 3  września 1972) – kanadyjska łyżwiarka szybka, specjalizująca się w short tracku. Dwukrotna medalistka olimpijska.
Brała udział w igrzyskach w 1994 i 1998. Na obu zdobywała medale w sztafecie - srebro podczas pierwszego startu, brąz cztery lata później. W 1993, 1994 i 1997 zdobyła złoto mistrzostw świata w biegu sztafetowym, w 1995 brąz.